# Noche de fiesta
Noche de fiesta va ser un magazín televisiu produït per Miramónmendi (empresa propietat de José Luis Moreno, director del programa) per a Televisió Espanyola entre els anys 1999 i 2004 i que durava una mitjana de tres hores.

## Història

### Inicis: 1999
Noche de fiesta va néixer el 10 d'abril de 1999. El 1998 José Luis Moreno havia deixat la cadena després del tancament del magazín nocturn Risas y estrellas, que havia estat presentat per Pedro Rollán i Paloma Lago primer, i després per José Luis Moreno, Loreto Valverde i Paloma Lago. El programa es va cancel·lar. Però TVE el va tornar a cridar qui va portar un programa semblant però amb alguns canvis: actuacions musicals d'artistes més aviat consolidats en la música espanyola, minicomèdies estereotipades, desfilades de models, de nois i noies, i un concurs amb sobres sobre la programació de TVE que contenien premis. El programa anava a dir-se Showtime, i així s'anunciava en algunes revistes de televisió les setmanes prèvies a l'estrena, però al final Moreno va preferir un nom que fora més fàcil de recordar.
Per a la primera etapa del programa, José Luis confia en la parella formada per Carlos Lozano i Jacqueline de la Vega per a la presentació. A aquests presentadors, se'ls oposaran uns altres que, en línia còmica, critiquen el programa i les situacions de la vida. Aquest paper va recaure en Silvia Gambino que interpretaria el paper de Rosita Cascalejo, una noia sense molta fortuna en l'amor, i Santiago Urrialde, que interpretaria el paper de Narcís, un "donjuán" amb tints de vell verd amb molt de sentit de l'humor i cinisme.
En aquesta temporada van intervenir els artistes i cantants: Gracia Montes, Sergio Dalma, Carlos Vargas, Marta Sánchez, Isabel Pantoja, Paloma San Basilio, Sara Montiel, Rocío Dúrcal, Marta Sánchez i Rocío Jurado, ect. El 16 de maig de 1999, van actuar en directe els Backstreet Boys, que van cantar el seu tema I Want It That Way. En finalitzar l'actuació dels artistes es fa una petita entrevista.

### Segona temporada: 1999-2000
Després de l'estiu, José Luis Moreno decideix estrenar presentadors i tria Miguel Ángel Tobías i a Mabel Lozano. Es canvia l'escenari: del color ocre i tipus teatral passem a un més ampli amb tons blaus i verds, amb llums de colors i escenaris mòbils que apareixen o desapareixen en funció de l'actuació.
En aquesta etapa apareix per primera vegada el concurs publicitari, anomenat posteriorment "concurs express" fins a 2003 en què desapareix. Consistia a veure els anuncis del bloc publicitari, i a la tornada del programa el concursant de casa deia dos productes que havia vist en pantalla. Desapareixen progressivament les entrevistes als artistes després de la seva actuació. El 8 de gener de 2000 seria l'últim programa junts com copresentadores de Miguel Ángel i Mabel. Jose Luis Moreno recorre a Norma Duval perquè s'incorpori com a presentadora, i el programa del 15 de gener de 2000 el van presentar Miguel Ángel Tobías i Norma Duval. Per al 22 de gener de 2000, Moreno decideix buscar una altra parella per a Miguel Ángel i recorre a la francesa Marlène Mourreau, que només va estar un programa.
El 29 de gener de 2000 arriba Juncal Rivero, a qui li corresponia presentar les desfilades de moda. El concurs dels sobres augmenta els seus premis incloent un premi d'un milió i mig de pessetes, el sorteig d'un cotxe, i Miguel Ángel i Jonquera tornen a entrevistar els artistes després de les seves actuacions: Gracia Montes, Mónica Naranjo, Gitta (Brigitte Nielsen) o Gloria Estefan. Els artistes d'aquesta etapa són molt variats: Marta Sánchez, Gloria Estefan, Paloma San Basilio, Thalía, Gracia Montes, Rocío Dúrcal, etc. En aquesta etapa s'incorporen Marisa Porcel i Pepe Ruiz com a actors col·laboradors en les minicomèdies del programa.

### Tercera temporada: 2000-2001
Miguel Ángel abandona el programa i José Luis busca parella per Juncal. En els programes del 20 i 28 d'octubre de 2000 la veneçolana Yvonne Reyes però després deixa el programa. Després fou cridat José Ramón Villar, míster Espanya 1996. El 17 de novembre de 2000 finalment es contractarà la miss Espanya 1996, María José Suárez.
A les minicomèdies destaca Silvia Gambino en el paper de telefonista o caixera de banc pesada, que posa dels nervis Marisa Porcel amb els seus diàlegs enrevessats i presos al peu de la lletra. El programa compta amb la presència d'artistes espanyols i estrangers com Juan Pardo, Bertín Osborne, Rocío Dúrcal, Marta Sánchez, Pimpinela, Natalia Oreiro, Thalía… Juncal presenta al costat de Juan y Medio, Ramón García i Mabel Lozano l'especial cap d'any "Con la primera al 2001".
En 2001 arriba el fenomen Operación Triunfo i des de la seva sortida del programa tots els concursants van anar passant per l'escenari de Noche de Festa.

### Quarta temporada: 2001-2002
En 2002 apareix en les minicomèdies el fenomen Matrimoniadas. Es tractava d'un sketch de tres parelles. La primera portava casada quatre mesos i no coneixíem el nom (va ser interpretada per diversos actors, com Daniel Muriel i Ruth Arteaga, també model del programa); la segona parella eren Roberto i Marina i portaven casats 14 anys (Alfredo Cernuda i Silvia Gambino), i la tercera portaven 40 anys casats Pepa i Avelino (Pepe Ruiz i Marisa Porcel). Aquesta última era l'estrella de la minicomèdia amb les seves baralles. El que va començar sent una minicomèdia a l'ús, va acabar convertint-se en un èxit d'audiència que alguns dissabtes representava el minut més vist.

### Cinquena temporada: 2002-2003
A mitjans de 2002, Daniel Muriel ja havia deixat el programa, i van arribar a omplir el buit dos actors: Rosana Mansó, que va fer d'esposa feliç del primer matrimoni de les Matrimoniadas, i Javier Corominas, com a marit feliç. Els dos també van exercir labors de presentadors, per la qual cosa l'equip de presentació es va ampliar sense precedents. 6 copresentadors, això sí, amb el cap visible de la parella María José i Juncal. L'estiu de 2003 l'abans model del programa i actor de minicomèdies, el txec Martin Czehmester s'incorpora a les labors de presentació.

### Sisena temporada: 2003-2004
A partir de finals de 2003, el programa va anar en declivi. El concurs dels sobres també desapareix cap a principis de 2004 i només es conserva el concurs publicitari que, en els últims programes també cau. Ja des de 2001 el programa havia estat en la picota per recerca d'alguns grups parlamentaris que, acusen el govern del PP d'amiguisme amb l'empresa de Moreno; s'acusa el programa de ser el més car de la història de TVE i de gastar una milionada. A l'abril de 2004, l'arribada de Carmen Caffarel fa que Noche de Fiesta, programa acusat de caspós i de teleporqueria, sigui sentenciat. L'últim programa es va emetre el 5 de juny de 2004, amb una dels clàssics comiats amb xampany que es feien en el programa des de l'etapa de Carlos i Jacqueline.

## Presentadors
- Carlos Lozano i Jacqueline de la Vega (1999)
- Miguel Ángel Tobías i Mabel Lozano (1999-2000)
- Miguel Ángel Tobías i Norma Duval (2000), 1 programa
- Miguel Ángel Tobías i Marlène Mourreau (2000), 1 programa
- Miguel Ángel Tobías i Juncal Rivero (2000)
- Juncal Rivero i Ivonne Reyes (2000),2 programes
- Juncal Rivero i José Ramón Villar (2000), 2 programes
- Juncal Rivero i María José Suárez (2000-2004)

### Presentadors deNoche Sensacional
- Mar Saura i Andoni Ferreño (2007-2009)
- Mar Saura, Andoni Ferreño i Jaimito Borromeo (2007), 1 programa
- Juncal Rivero i Andoni Ferreño (2009), 2 programes
- María José Suárez i Andoni Ferreño (2009)
- María José Suárez, Martin Czehmester i María Abradelo (2009), 1 programa
- Álex Casademunt, Alejandra Andreu i David Carrillo (2011-2012)
- Juncal Rivero i Àlex Casademunt (2011), 1 programa
- Loreto Valverde i Àlex Casademunt (2012), 1 programa

### Presentadors deSiempre estrellas
- María Abradelo (2011)

### Presentadors deSábado sensacional
- Mar Saura, Pablo Puyol, Ana Obregón i Josep Lobató (2014)

### Presentadors deLa alfombra roja Palace
- Berta Collado i Jota Abril (2015)
- Berta Collado, Jota Abril, Nerea Garmendia i Ximena Córdoba (2015), 1 programa

### Col·laboradors
- Silvia Gambino, Santiago Urrialde i Daniel Muriel (1999-2000)
- Silvia Gambino, Alfredo Cernuda i Daniel Muriel (2000-2003)
- Silvia Gambino, Alfredo Cernuda, Javier Corominas i Rosana Mansó (2003)
- Silvia Gambino, Alfredo Cernuda i Martin Czehmester (2003-2004)